# The Call of the Savage
The Call of the Savage é um seriado estadunidense de 1935, gênero aventura, dirigido por Lew Landers, em 12 capítulos, estrelado por Noah Beery Jr., Dorothy Short e Harry Woods. O seriado foi produzido e distribuído pela Universal Pictures, e veiculou nos cinemas estadunidenses a partir de 15 de abril de 1935.
Foi baseado na história Jan of the Jungle, de Otis Adelbert Kline. Em 1956 o seriado foi editado como um filme de 70 minutos, e lançado pela Universal sob o título Savage Fury.

## Sinopse
Dr. Harry Trevor (Bryant Washburn), Dr. Frank Bracken (Walter Miller) e Dr. Charles Phillips (Fred MacKaye) são enviados pelo Caranfellow Institute para a África, em busca de uma fórmula que vai curar a paralisia infantil. Trevor é acompanhado por sua esposa, Geórgia (Viva Tattersal) e seu filho Jan (Dickie Jones). Trevor descobre a fórmula, mas Bracken e Phillips conspiram para roubá-lo. Trevor escreve metade da fórmula em um pedaço de pergaminho e a outra metade em um metal flexível que ele coloca no pulso de Jan.
Jan e seu chimpanzé companheiro de brincadeiras de chimpanzé passeiam pela mata, quando sua mãe perde sua vida protegendo-o contra um leão. Trevor é golpeado e deixado inconsciente, e o chimpanzé leva Jan para a selva. Bracken e Phillips, acreditando que Trevor está morto, voltam para os Estados Unidos. Eles retornam quinze anos mais tarde, encontram o pergaminho com a metade da fórmula e organizam um safári em busca de Jan, que vive com os animais na selva.

## Elenco
- Noah Beery Jr.	 ...	Jan Trevor
- Dorothy Short	 ...	Mona Andrews
- Harry Woods	 ...	Borno (creditado H. L. Woods)
- Bryant Washburn	 ...	Dr. Harry Trevor
- Walter Miller	 ...	Dr. Frank Bracken
- Fred MacKaye	 ...	Dr. Charles Phillips (creditado Fredric MacKaye)
- John Davidson	 ...	Príncipe Samu [Caps. 11-12]
- J. Frank Glendon	 ...	Conferencista [Cap. 1]
- Viva Tattersall	 ...	Georgia Trevor [Cap. 1]
- Gwendolyn Logan	 ...	Mrs. Henry Andrews
- William Desmond	 ...	Allen
- Grace Cunard	 ...	Mrs. Camerford Amster [Cap. 1]
- Russ Powell	 ...	Henry Andrews
- Don Brodie	 ...	Dr. Carl Neff [Cap. 1] (creditado Don Brody)
- Harry Worth	 ...	Dr. Carl Neff
- Al Ferguson	 ...	Guarda de Mu [Caps. 10-12] (não-creditado)
- J. P. McGowan	 Capitão (não-creditado)
- Hal Taliaferro ... Oficial
- King Baggot ... Dr. Pierce (Cap. 1, não-creditado)

## Produção
Call of the Savage apresenta o personagem "Jan, the Jungle Boy" e é baseado em "Jan of the Jungle", de Otis Adelbert Kline, uma história pulp que rivalizava com a série de Tarzan.
Em 1956 o seriado foi editado como um filme de 70 minutos, e lançado sob o título Savage Fury.

## Capítulos
1. Shipwrecked
2. Captured by Cannibals
3. Stampeding Death
4. Terrors of the Jungle
5. The Plunge of Peril
6. Thundering Waters
7. The Hidden Monster
8. Jungle Treachery
9. The Avenging Fire God
10. Descending Doom
11. The Dragon Strikes
12. The Pit of Flame

Fonte: